# Secrets of the Luxor
Secrets of the Luxor est un jeu vidéo de type first-person adventure développé par Mojave et édité par Ubisoft, sorti en 1996 sur Windows et Mac.

## Système de jeu
Le joueur incarne un archéologue qui explore une pyramide pleine de mystère.